# Shigeo Arai
Shigeo Arai (jap. 新井茂雄 Arai Shigeo; ur. 8 sierpnia 1916 w Shizuoce, zm. 19 lipca 1944 w Imphalu) – japoński pływak. Dwukrotny medalista olimpijski z Berlina.
Specjalizował się w stylu dowolnym i w Berlinie zwyciężył w sztafecie kraulowej oraz zajął trzecie miejsce w wyścigu na 100 metrów. Miał wówczas 19 lat. Siedem razy był mistrzem kraju. W 1997 został przyjęty do International Swimming Hall of Fame. W czasie wojny był żołnierzem, zginął w Birmie.

## Starty olimpijskie
Berlin 1936
- 4 × 200 m kraulem –  złoto
- 100 m kraulem –  brąz